# Lago Mauensee
O Lago Mauensee é um lago localizado no cantão de Lucerna, a poucos quilómetros da cidade de Sursee, na Suíça. 
Numa pequena ilha ao sul do lago e ligada à costa por uma ponte, fica o Castelo de Mauensee. Esta ilha tem km 0,55² (136 acres). O castelo foi construído em 1605 por ordem da família Pfyffer.

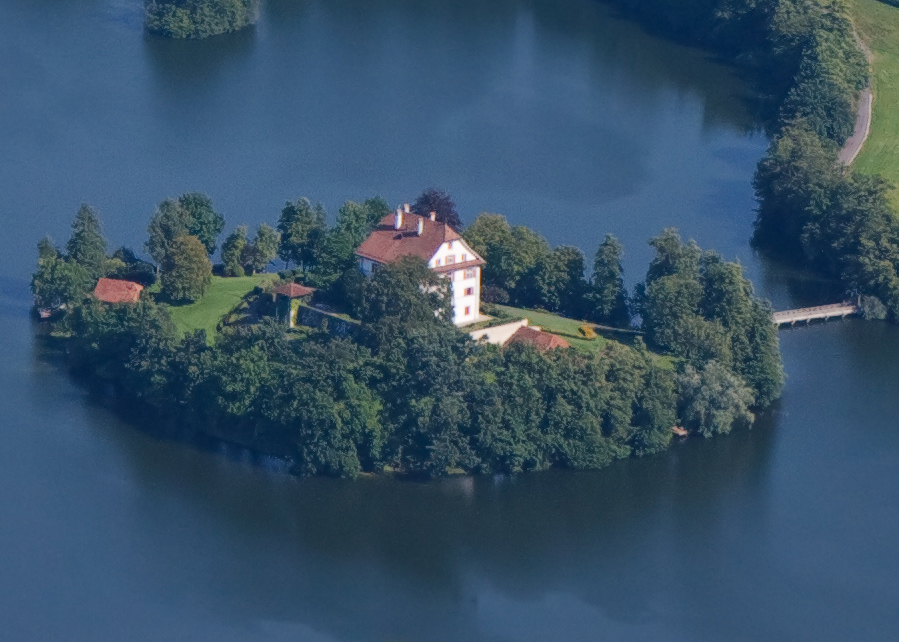
Castelo de Mauensee.